# Loxostigma cavaleriei
Loxostigma cavaleriei är en tvåhjärtbladig växtart som först beskrevs av Augustin Abel Hector Léveillé och Eugène Vaniot, och fick sitt nu gällande namn av Brian Laurence Burtt. Loxostigma cavaleriei ingår i släktet Loxostigma och familjen Gesneriaceae. Inga underarter finns listade i Catalogue of Life.